# Emil Wernsdorf Madsen
Emil Wernsdorf Madsen, född 1 januari 2001, är en dansk handbollsspelare. Han spelar som högernia för GOG Håndbold och det danska landslaget.

## Karriär
Madsen har GOG som moderklubb, och blev 2019 uppflyttad till seniorlaget. I november 2020 skrev han på för Skanderborg Håndbold inför kommande säsong, men valde tre månader senare att avbryta kontraktet innan det startat för att istället stanna i GOG.
Han landslagsdebuterade 27 april 2023 mot Spanien.

## Meriter
Med klubblag
- Dansk mästare 2022 och 2023 med GOG
- Dansk cupmästare 2019 och 2022 med GOG

Individuella utmärkelser
- MVP (Pokalfighter) Danska cupen 2021
- Skytteligavinnare Herrehåndboldligaen 2022/2023 (252 mål)[4]
- Skytteligavinnare EHF Champions League 2022/2023 (107 mål)